# Gudrun Sräga
Gudrun Sräga (* 1955 in Singen am Hohentwiel) ist eine deutsche Diplomatin. Sie war von 2011 bis 2015 Botschafterin in Kirgisistan und von 2015 bis 2018 Botschafterin auf Malta.

## Leben
Gudrun Sräga, Tochter sudetendeutscher Flüchtlinge, studierte ab 1974 Geschichte und Politikwissenschaften sowie Französisch und graduierte 1980 mit einem Magister an der Universität Konstanz. Wegen einer Forschungstätigkeit ab 1982 am Europäischen Hochschulinstitut in Florenz über die Anfänge der Europäischen Gemeinschaft war sie auch bei der Europäischen Kommission in Brüssel tätig, ab 1984 Wissenschaftliche Assistentin im Europäischen Parlament in Straßburg.
1986 trat sie in den auswärtigen Dienst ein und fand nach Abschluss der Laufbahnprüfung von 1986 bis 1988 zunächst Verwendung in der Kulturabteilung des Auswärtigen Amtes in Bonn, ehe sie danach Mitarbeiterin des Generalkonsulats in New York City war. Nachdem sie zwischen 1992 und 1996 in der Politischen Abteilung des Auswärtigen Amtes tätig gewesen war, wurde sie als Mitarbeiterin an die Botschaft in die Türkei versetzt. Nach ihrer Rückkehr war sie zwischen 2000 und 2004 Referatsleiterin für die Türkei im Auswärtigen Amt und im Anschluss Leiterin des Politischen Referats der Botschaft in Indien, ehe sie von 2007 bis 2011 im Auswärtigen Amt Referatsleiterin für Südasien war.
Von 2011 bis 2015 war Sräga Botschafterin in Kirgisistan und dort Nachfolgerin von Holger Green, der wiederum neuer Botschafter im Jemen wurde. 2015 wurde sie Botschafterin auf Malta.